# Malá Lehota
Malá Lehota (Hongaars: Kisülés, Duits: Kleinhau of Kleinhay) is een Slowaakse gemeente in de regio Banská Bystrica, en maakt deel uit van het district Žarnovica.
Malá Lehota telt 923 inwoners.
Brehy · Hodruša-Hámre · Horné Hámre · Hrabičov · Hronský Beňadik · Kľak · Malá Lehota · Nová Baňa · Orovnica · Ostrý Grúň · Píla · Rudno nad Hronom · Tekovská Breznica · Veľká Lehota · Veľké Pole · Voznica · Žarnovica · Župkov